# Pyriméthamine
La pyriméthamine est un médicament utilisé pour traiter certaines infections à protozoaire. L'effet thérapeutique a été découvert par l'équipe de Gertrude Elion.
Il se présente sous la forme d'une poudre cristalline blanche pratiquement insoluble dans l'eau. Son point de fusion est de 233 à 234 °C (degrés Celsius).
LogP (octanol/eau) = 2,7

## Indications thérapeutiques
C'est un parasiticide
- C'est un antipaludéen qui en association avec la sulfadoxine en cas de chloroquino-résistance permet de traiter le paludisme. En raison de sa toxicité cette association est déconseillée en prévention du paludisme.
- Traitement de la leishmaniose.
- Traitement de la toxoplasmose cérébrale en association avec la sulfadiazine. (Association avec la clindamycine au cours du SIDA).

## Commercialisation

### Brevet
Le brevet de la  pyriméthamine est expiré.

### Information commerciale
Elle fait partie de la liste des médicaments essentiels de l'Organisation mondiale de la santé (liste mise à jour en avril 2013).
Aux États-Unis, il est commercialisé sous le nom de Daraprim et en Europe sous les noms Malocide, Daraprim et Fancidar.

### Scandale du Daraprim
Devenu président exécutif de Turing Pharmaceuticals, Martin Shkreli achète les droits exclusifs de commercialisation du Daraprim pour 55 millions de $ au laboratoire Impax Laboratories. En août 2015, le prix du Daraprim est multiplié par 55,55 passant de 13,5 $ à 750 $ la pilule,. Pour se justifier, Martin Shkreli explique que « C’est une société capitaliste, un système capitaliste, des règles capitalistes ». Aux États-Unis, aucun générique n'est commercialisé en 2015.